# Florin Gardoș
Florin Gardoș (ur. 29 października 1988 w Satu Mare) – piłkarz rumuński, który grał na pozycji środkowego obrońcy lub defensywnego pomocnika. W latach 2011–2017 reprezentant Rumunii. 

## Kariera klubowa

### Steaua
Gardoș urodził się w Satu Mare. 17 czerwca 2010 roku został zawodnikiem Steaua Bukareszt. 16 sierpnia zadebiutował w rozgrywkach rumuńskiej ligi w meczu z Victorią Brănești. W sezonie 2012/2013 wraz z drużyną zdobył tytuł mistrza kraju. W kolejnym sezonie ponownie powtórzył ten sukces, oraz zdobył Superpuchar Rumunii. 

### Southampton
14 sierpnia 2014 roku za kwotę 7,5 mln funtów przeniósł się do angielskiej drużyny Southampton. Ze Świętymi podpisał 4-letni kontrakt. Zadebiutował w wygranym 3-1 meczu przeciwko West Ham United. 23 sierpnia zagrał w podstawowym składzie w meczu o Puchar Ligi Angielskiej przeciwko Arsenalowi. 23 lipca 2015 roku podczas meczu towarzyskiego z Feyenoordem doznał poważnej kontuzji, która wykluczyła go z gry na 7 miesięcy. Do gry powrócił dopiero w styczniu 2017 roku.

## Kariera reprezentacyjna
W reprezentacji Rumunii zadebiutował w 2011 roku. Do 9 sierpnia 2013 roku rozegrał w niej 9 meczów.

## Osiągnięcia
Steaua Bukareszt
- Mistrzostwo Rumunii: (2): 2012/13, 2013/14
- Puchar Rumunii (1): 2010/11
- Superpucharu Rumunii (1): 2013

Universitatea Craiova
- Puchar Rumunii (1): 2017/18